# 阿米雷特鎮區 (明尼蘇達州萊昂縣)
阿米雷特鎮區（英語：Amiret Township）是位於美國明尼蘇達州萊昂縣的一個行政鎮區。

## 歷史
阿米雷特鎮區於1874年設立，原名麥迪遜鎮區（Madison Township），1879年改為現稱，得名自鐵路公司老闆娘艾美蕾埃塔·賽克斯（Amiretta Sykes）。

## 地方資料
阿米雷特鎮區的面積為93.91平方千米，皆為陸地。根據2020年美國人口普查的數據，當地共有人口205人，而人口密度為每平方千米2.18人。